# Hemipenthes eumenes
Hemipenthes eumenes är en tvåvingeart som först beskrevs av Osten Sacken 1887.  Hemipenthes eumenes ingår i släktet Hemipenthes och familjen svävflugor. Inga underarter finns listade i Catalogue of Life.